# Bavarese (dinastia)

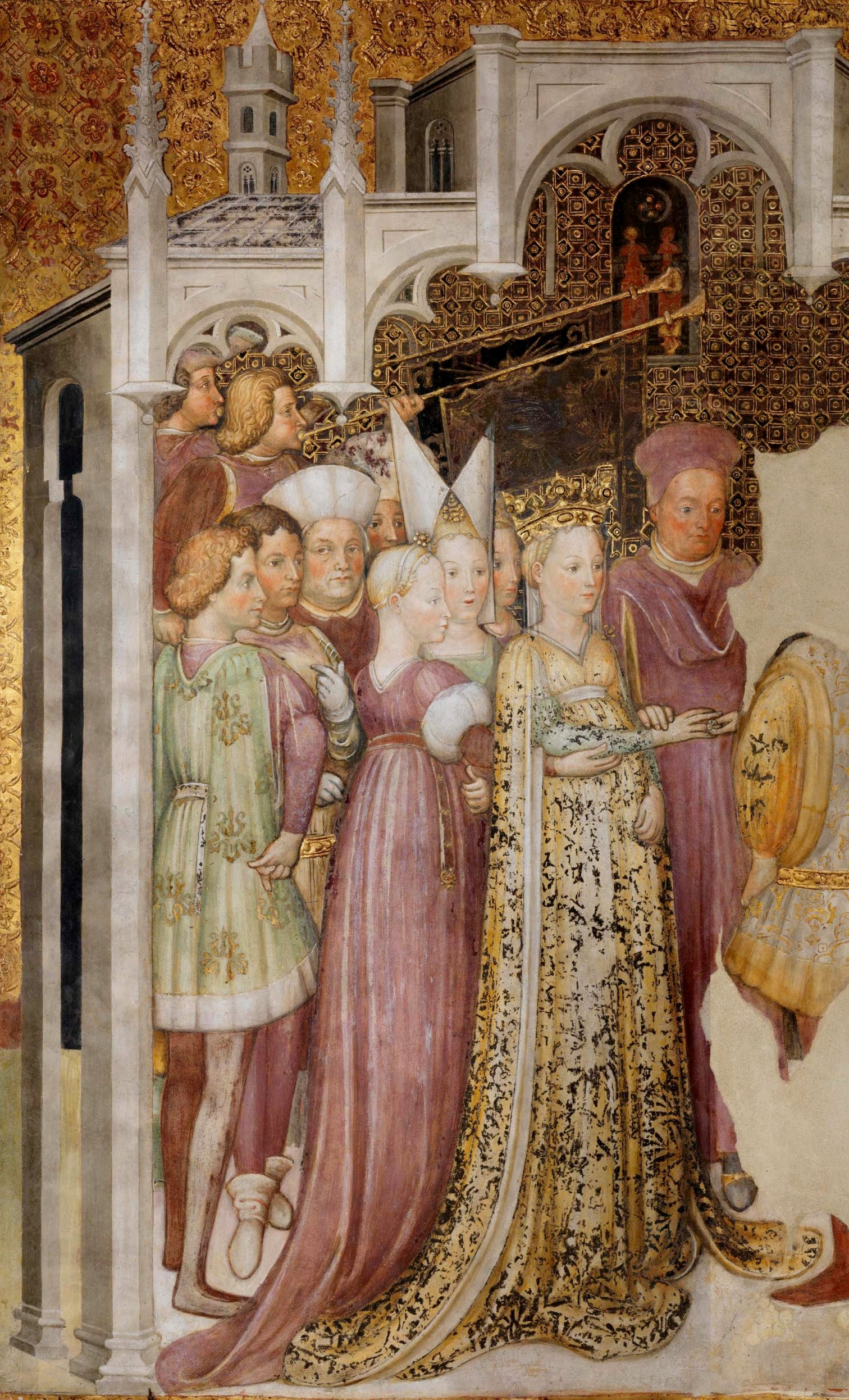
Teodolinda, affresco degli Zavattari, Cappella di Teodolinda, Monza, 1444.

La dinastia Bavarese regnò sui Longobardi e sull'Italia per buona parte (ma non ininterrottamente) del VII secolo, dal 616 al 712, con otto re. Sono detti anche Agilolfingi come gli esponenti della dinastia del ducato di Baviera, strettamente imparentata ad essa, o Baiuvari.
La dinastia Bavarese proseguì, attraverso una linea di successione femminile, la più antica dinastia dei Letingi. A iniziarla fu il figlio nato dal matrimonio tra Agilulfo e Teodolinda, Adaloaldo, che regnò tra il 616 e il 625 (ma le redini del potere rimasero nelle mani della madre, anche dopo il periodo di reggenza dovuto alla minore età del re). Teodolinda era figlia del duca bavaro Garibaldo ed era per parte materna di ascendenza longobarda: sua madre, Valderada, era infatti figlia di Vacone, re dei Longobardi tra il 510 e il 540. Dal nonno Teodolinda ereditò così il carisma della dinastia dei Letingi, di forte ascendenza sul popolo longobardo.
La successione dinastica conobbe due interruzioni: nel 625, alla morte di Adaloaldo, il trono passò a Arioaldo della stirpe dei Caupu. Il legame dinastico non fu tuttavia del tutto spezzato, perché tanto Arioaldo quanto il suo successore, Rotari, sposarono la sorella di Adaloaldo, Gundeperga. Il titolo regio andò poi, per un breve periodo, al figlio di Rotari e Gundeperga, Rodoaldo, per poi tornare a un Bavarese: Ariperto I (653). Alla sua morte, nel 661, Grimoaldo riuscì a scalzare i successori di Ariperto, Godeperto e Pertarito, interrompendo nuovamente la successione dinastica che però riprese nel 671, quando Pertarito scalzò il figlio di Grimoaldo, Garibaldo. Da allora fino alla morte di Ariperto II (712) il trono rimase appannaggio esclusivo della dinastia, anche se le successioni furono spesso contrastate da rivolte e da alterazioni dell'ordine padre-figlio.

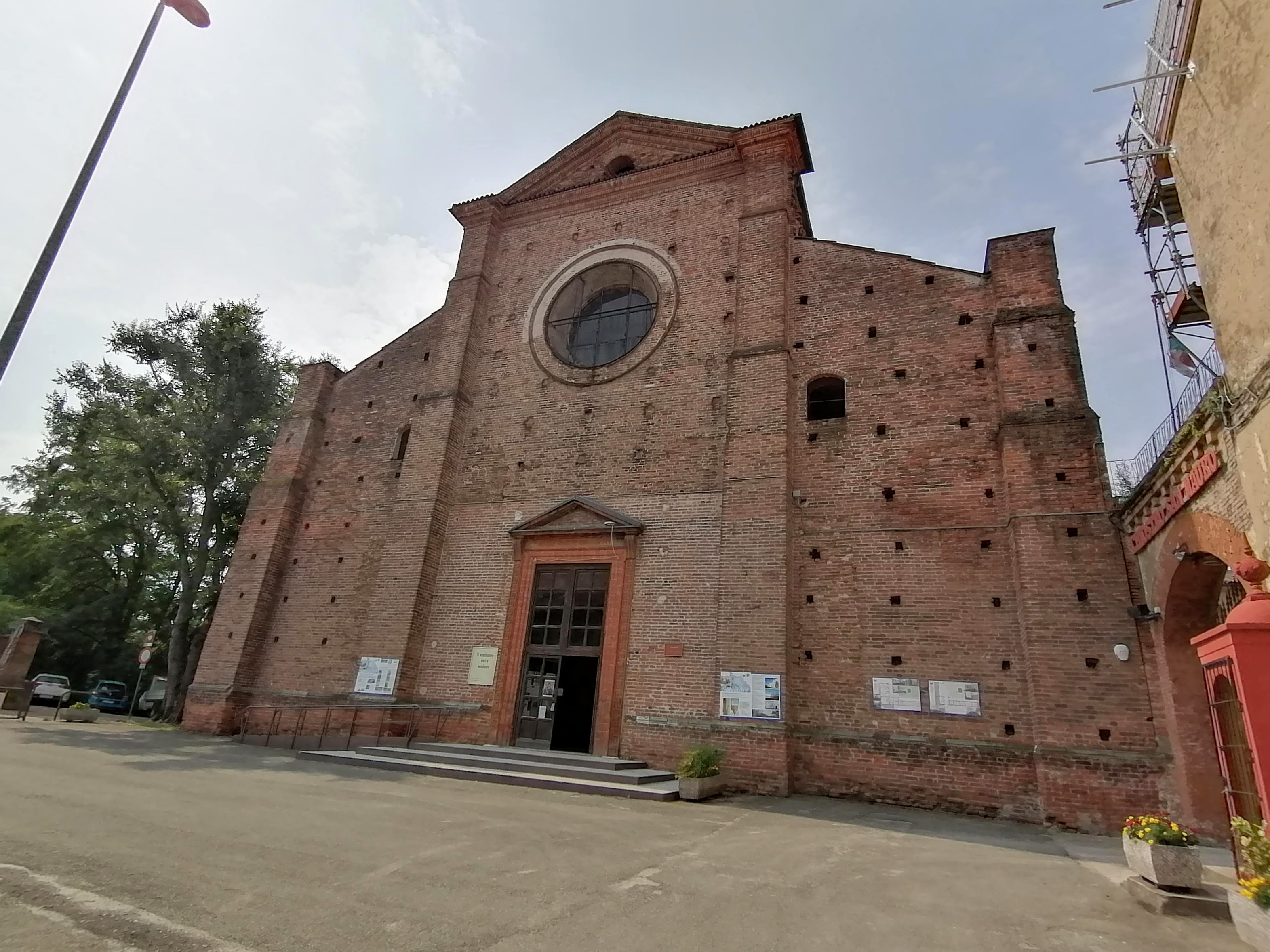
La basilica del Santissimo Salvatore a Pavia, mausole della dinastia bavarese.

Caratteristica politica costante della dinastia fu la vicinanza con la Chiesa cattolica. Al momento dell'ascesa di Teodolinda, il popolo longobardo era frazionato tra cattolici, pagani, ariani e aderenti allo Scisma tricapitolino, mentre la massa della popolazione di origine latina era in gran parte cattolica. La progressiva affermazione del cattolicesimo, favorita dai Bavaresi, rappresentava al tempo stesso un decisivo fattore di coesione sociale del regno d'Italia e giunse a compimento sotto il regno di Cuniperto. Gran parte delle fronde e delle aperte rivolte contro i sovrani della dinastia furono il riflesso dell'opposizione delle componenti ariane della nobiltà longobarda, che al fattore religioso univano anche una diversa prospettiva politica: la scelta del cattolicesimo, infatti, implicava una sostanziale rinuncia all'espansione territoriale verso i territori italiani non soggetti ai Longobardi, attraverso una pace con l'Impero bizantino e il Papato. Non a caso, le interruzioni della successione dinastica con Rotari e Grimoaldo coincisero con una ripresa dell'espansione a danno dei Bizantini. La basilica del Santissimo Salvatore a Pavia, fatta realizzare da Ariperto I nel 657, divenne il mausoleo dinastico e in essa furono sicuramente sepolti Ariperto I, Pertarito, Cuniperto, e Ariperto II. Recenti scavi archeologici hanno forse individuato il sito delle sepolture reali.
Gli otto sovrani della dinastia Bavarese furono: 
- Adaloaldo, 616 - 625
- Ariperto I, 653 - 661
- Godeperto, 661 - 662
- Pertarito, 661 - 662 e 671 - 688
- Cuniperto, 688 - 700
- Liutperto, 700 - 701 e 701 - 702
- Ragimperto, 701
- Ariperto II, 702 - 712